# Alessandro Pittin
Alessandro Pittin, né le 11 février 1990 à Tolmezzo, est un coureur de combiné nordique italien.

## Biographie
Alessandro Pittin découvre le ski en 1993 et s'initie au ski de fond trois ans plus tard. Son père l'incite ensuite à pratiquer le saut à ski. Ayant le choix entre la pratique du ski de fond ou celle du combiné nordique, il opte pour cette discipline.
Alessandro Pittin démarre en Coupe du monde de combiné nordique en 2007. L'année suivante, il remporte un titre mondial junior sur l'individuel, titre qu'il conserve en 2009 et auquel il ajoute l'or en sprint. Il obtient en 2009 son premier top dix dans la Coupe du monde à Schonach et une sixième place en individuel aux Championnats du monde de Liberec. Au Grand Prix d'été 2009, il finit troisième de la manche d'Einsiedeln, pour monter sur son premier podium dans une compétition avec l'élite du combiné.
Pittinn remporte son premier podium individuel de coupe du monde le 19 décembre 2009 à Ramsau am Dachstein où il prend la 3e place. Le 14 février 2010, il finit 3e de l'épreuve de combiné nordique au petit tremplin des Jeux olympiques 2010 à Vancouver et remporte la première médaille de l'Italie dans une épreuve de combiné nordique des Jeux olympiques.
À la suite de cette médaille, Pittin doit attendre novembre 2011 et l'étape d'ouverture de la Coupe du monde pour réintégrer le top 10 d'une épreuve de ce niveau grâce à une quatrième place à Kuusamo. Deuxième d'une gundersen de l'étape de Lillehammer, il obtient également deux podiums individuels ainsi qu'un podium par équipe à Seefeld en décembre. Le 13 janvier 2012, Pittin remporte sa première victoire en coupe du monde, devenant du même coup le premier Italien de l'histoire à atteindre cette performance. Il récidive les deux jours suivants. Sa série de victoires lui permet de devenir deuxième au classement de la coupe du monde derrière Jason Lamy-Chappuis. Victime d'une chute sans gravité lors d'un entraînement au saut à ski dans les jours qui suivent son triplé, Pittin obtient pour meilleur résultat en février une huitième place à Almaty. Il chute à nouveau lors des entraînements de sauts de l'étape de Klingenthal. Cette chute lui entraîne une luxation ainsi qu'une fracture à l'épaule gauche stoppant ainsi sa saison.
De retour à la compétition lors de la saison suivante, Pittin est victime d'une nouvelle chute lors d'un entraînement au saut à ski au mois de décembre. Il est victime d'une fracture du radius et de l'ulna gauche qui le prive de compétition durant un mois.
En février 2014, il prend part à ses deuxièmes Jeux olympiques à Sotchi et termine notamment quatrième au Gundersen petit tremplin. Il finit l'hiver par un podium à Falun en Coupe du monde.
En décrochant la médaille d'argent aux championnats du monde 2015 sur petit tremplin, il devient le premier athlète italien médaillé aux championnats du monde de combiné nordique. Il finit la saison 2014-2015 par deux podiums à Trondheim et Oslo en Norvège. Son prochain podium individuel a lieu à l'étape de Ramsau en Coupe du monde en décembre 2017. Aux Jeux olympiques d'hiver de 2018, il ne peut faure mieux que 19e sur le petit tremplin en individuel.
Le 24 août 2019, à Oberwiesenthal (Allemagne), lors du Grand Prix d'été, il remporte, aux côtés de Veronica Gianmoena, Annika Sieff et Samuel Costa, la toute première épreuve mixte par équipes de combiné jamais organisée.
En septembre 2021, Alessandro Pittin devient père pour la première fois.

## Palmarès

### Jeux olympiques d'hiver
| Épreuve / Édition   | Individuel     | Individuel            | Par équipes Grand tremplin |
| Épreuve / Édition   | Petit tremplin | Sprint Grand tremplin | Par équipes Grand tremplin |
| JO 2006 Turin       | -              | 46e                   | -                          |
| Épreuve / Édition   | Individuel     | Individuel            | Par équipes Grand tremplin |
| Épreuve / Édition   | Petit tremplin | Grand tremplin        | Par équipes Grand tremplin |
| JO 2010 Vancouver   | Bronze         | 7e                    | 10e                        |
| JO 2014 Sotchi      | 4e             | 18e                   | 8e                         |
| JO 2018 Pyeongchang | 19e            | 27e                   | 8e                         |
| JO 2022 Pékin       | 32e            | 33e                   | 9e                         |

### Championnats du monde
| Épreuve / Édition           | Individuel     | Individuel     | Individuel            | Par équipes Relais    |
| Épreuve / Édition           | Petit tremplin | Grand tremplin | Départ en ligne       | Par équipes Relais    |
| Mondiaux 2009 Liberec       | 24e            | 6e             | 21e                   | 7e                    |
| Épreuve / Édition           | Individuel     | Individuel     | Par équipes           | Par équipes           |
| Épreuve / Édition           | Petit tremplin | Grand tremplin | Petit tremplin Relais | Grand tremplin Relais |
| Mondiaux 2011 Oslo          | 17e            | 24e            | 9e                    | 7e                    |
| Épreuve / Édition           | Individuel     | Individuel     | Par équipes           | Par équipes           |
| Épreuve / Édition           | Petit tremplin | Grand tremplin | Grand tremplin Sprint | Petit tremplin Relais |
| Mondiaux 2013 Val di Fiemme | 19e            | 24e            | 7e                    | 7e                    |
| Mondiaux 2015 Falun         | Argent         | 25e            | 5e                    | 4e                    |
| Mondiaux 2017 Lahti         | 19e            | 20e            | 6e                    | 6e                    |
| Mondiaux 2019 Seefeld       | 13e            | 22e            | 5e                    | 7e                    |
| Mondiaux 2021 Oberstdorf    | 25e            | -              | -                     | 7e                    |

### Coupe du monde
- Meilleur classement général : 7e en 2012.
- Trophée du meilleur skieur en 2018 et 2019.
- 15 podiums : 
  - 13 podiums individuels dont 3 victoires.
  - 2 podiums en sprint par équipes.

 Dernière mise à jour le 25 mars 2021. 

#### Détail des victoires
| Édition / Épreuve | Gundersen        |
| 2012              | Chaux-Neuve (x3) |

#### Classements en Coupe du monde
| Année     | Classement général final |
| 2008-2009 | 35e                      |
| 2009-2010 | 13e                      |
| 2010-2011 | 21e                      |
| 2011-2012 | 7e                       |
| 2012-2013 | 52e                      |
| 2013-2014 | 17e                      |
| 2014-2015 | 11e                      |
| 2015-2016 | 47e                      |
| 2016-2017 | 38e                      |
| 2017-2018 | 24e                      |
| 2018-2019 | 19e                      |
| 2019-2020 | 24e                      |
| 2020-2021 | 25e                      |
| 2021-2022 | 52e                      |
| 2022-2023 | 37e                      |

### Championnats du monde junior
- Médaille d'or en Gundersen (10 km) en 2008.
- Médaille de bronze en sprint en 2008.
- Médaille d'or en Gundersen (5 km) en 2009.
- Médaille d'or en Gundersen (10 km) en 2009.

### Grand Prix
- 1 podium individuel.
- 1 victoire par équipes.

### Coupe continentale
- 4 victoires.

### Championnat d'Italie
Alessandro Pittin est quadruple champion d'Italie de combiné. Il a remporté le championnat de 2008 à 2011.

### Ski de fond
Pittin a participé à quelques épreuves de fond. Il s'est notamment classé troisième du championnat d'Italie 2015.